# دون بايج
دون بايج (بالإنجليزية: Don Page)‏ (و. 1948  م) هو فيزيائي كندي، ولد في بيثل.
.

## التعليم
تعلم في معهد كاليفورنيا للتقنية.

## جوائز
حصل على جوائز منها:
- زمالة غوغنهايم
- زمالة الجمعية الملكية الكندية.